# Black Rainbows (альбом Корин Бэйли Рэй)
Black Rainbows (с англ. — «Черные радуги») — четвёртый студийный альбом английской певицы и автора песен Корин Бэйли Рэй, выпущенный 15 сентября 2023 года на лейблах Black Rainbows и Thirty Tigers. Он получил высокую оценку критиков.

## Об альбоме
Бейли Рэй заявила, что на создание Black Rainbows её вдохновила выставка, посвящённая истории чернокожих художников Теастера Гейтса в Stony Island Arts Bank в Чикаго, которую она посетила и которая «навеяла мысли о рабстве, духовности, красоте, выживании, надежде и свободе».

## Отзывы
| Совокупная оценка | Совокупная оценка |
| Источник          | Оценка            |
| ----------------- | ----------------- |
| Metacritic        | 91/100            |
| Оценки критиков   |                   |
| Источник          | Оценка            |
| AllMusic          | [ 6 ]             |
| Mojo              | [ 3 ]             |
| MusicOMH          | [ 7 ]             |
| NME               | [ 1 ]             |
| Pitchfork         | 8.0/10            |
| Record Collector  | [ 2 ]             |
| Uncut             | 8/10              |

На агрегаторе рецензий Metacritic Black Rainbows получил оценку 91 из 100 на основании семи отзывов критиков, что свидетельствует о «всеобщем признании». Журнал Uncut назвал альбом «вдохновляющим поворотом влево», а Mojo заявил, что «музыка, характеризующаяся необычными переключениями стилей, отражает разнообразие архива, меняясь от блип-электроники и футуристического R&B до грохочущего гаражного рока с искажённым мегафонным вокалом». Джон Эрлс из журнала Record Collector написал, что Black Rainbows «великолепно грохочет вокруг гаражного рока, джаза и даже, на примере Erasure, хардкора Black Flag», и заключил, что «хотя Бейли Рэй не слишком плодовита — это всего лишь её четвёртый альбом — она стоит того, чтобы ждать».
Джордан Бассетт из NME отметил, что альбом «качается от хрустящего глэм-панка до грохочущего экспериментального джаза, который не был бы неуместен на альбоме Дэвид Боуи Blackstar. Есть повороты налево, а есть и это». Джон Мерфи из MusicOMH' считает, что это «огромная смена направления для Корин Бэйли Рэй, большой, размашистый альбом, который прыгает между жанрами и летит в направлениях, которых вы никогда не ожидали». Джон Парелес из The New York Times высказал мнение, что Бейли Рэй «смело отказывается от поп-структур и R&B-гладкости, чтобы рассмотреть шрамы и триумфы чёрной культуры», а её «песни демонстрируют крайности: шум и деликатность, тоску и ярость». Эллисон Хасси из Pitchfork считает, что «это звучит как уход, но ощущается как ренессанс», а «более мягкие обороты в Black Rainbows ощущаются ближе к более раннему материалу Рэй, но и они подрывают ожидания».
Рецензируя альбом для AllMusic, Энди Келлман положительно сравнил его с предыдущими работами Бэйли Рэй, написав, что «хотя Black Rainbows — уникальная концептуальная работа и отличается от предыдущих альбомов», он «по крайней мере, такой же личный», как и они, отметив, что «вопреки своей репутации создательницы мягкого современного R&B для взрослых, Бэйли Рэй начинала в панк-группе, которая была достаточно жёсткой, чтобы быть обхаживаемой Roadrunner Records», и «Black Rainbows не раз проникалась этим духом».

## Список композиций
| №                   | Название                                 | Автор(ы)                                       | Длительность |
| ------------------- | ---------------------------------------- | ---------------------------------------------- | ------------ |
| 1.                  | «A Spell, a Prayer»                      | Corinne Bailey Rae                             | 5:26         |
| 2.                  | «Black Rainbows»                         | Bailey Rae S. J. Brown Myke Wilson             | 1:57         |
| 3.                  | «Erasure»                                | Bailey Rae                                     | 2:46         |
| 4.                  | «Earthlings»                             | Bailey Rae Brown                               | 3:38         |
| 5.                  | «Red Horse»                              | Bailey Rae Brown Amber Strother Paris Strother | 5:42         |
| 6.                  | «New York Transit Queen»                 | Bailey Rae                                     | 1:49         |
| 7.                  | «He Will Follow You with His Eyes»       | Bailey Rae                                     | 3:45         |
| 8.                  | «Put It Down»                            | Bailey Rae Brown                               | 8:29         |
| 9.                  | «Peach Velvet Sky»                       | Bailey Rae Brown                               | 5:50         |
| 10.                 | «Before the Throne of the Invisible God» | Bailey Rae                                     | 5:12         |
| Общая длительность: | Общая длительность:                      | Общая длительность:                            | 44:34        |

## Чарты
| Чарт (2023)                                  | Высшая позиция |
| -------------------------------------------- | -------------- |
| Шотландия (Scottish Albums Chart)            | 54             |
| Великобритания (UK Digital Albums Chart)     | 32             |
| Великобритания (UK Independent Albums Chart) | 13             |
| США (Billboard Top Album Sales)              | 92             |